# Theodor von Oppolzer
Theodor von Oppolzer, né le 26 octobre 1841 à Prague, mort le 26 décembre 1886 à Vienne, est un astronome autrichien, originaire de Bohême.

## Biographie
Fils du médecin Johann Ritter von Oppolzer, il a fait des études de médecine à l'université de Vienne. Propriétaire de son propre observatoire, il s'intéresse aux mathématiques et à l'astronomie. Il enseigne la géodésique et l'astrophysique théorique.
Il est connu pour son ouvrage Canon der Finsternisse (de), compilation sur près de 13 000 éclipses solaires et lunaires entre l'an -1207 à l'an 2161, paru en 1887.
Il est mort, après quelques jours de maladie, du typhus. Un astéroïde porte son nom : (1492) Oppolzer. De même un cratère sur la Lune porte son nom. Son fils Egon von Oppolzer (de) était également astronome.

## Publications
- (de) Canon der Finsternisse, Vienne, Kaiserlich-Königlichen Hof-und Staatsdruckerei, 1887 (lire en ligne).